# Guano

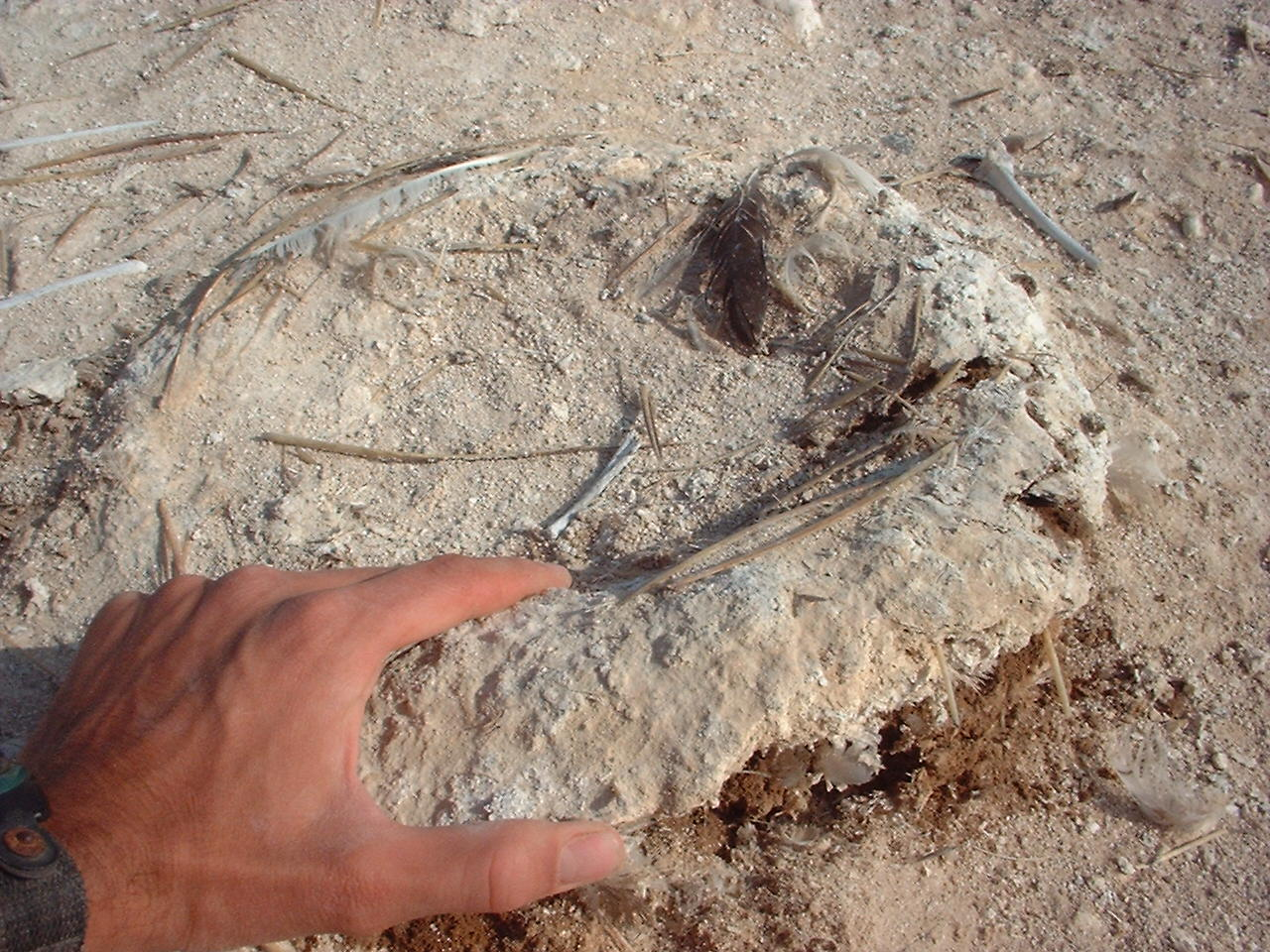
Guano

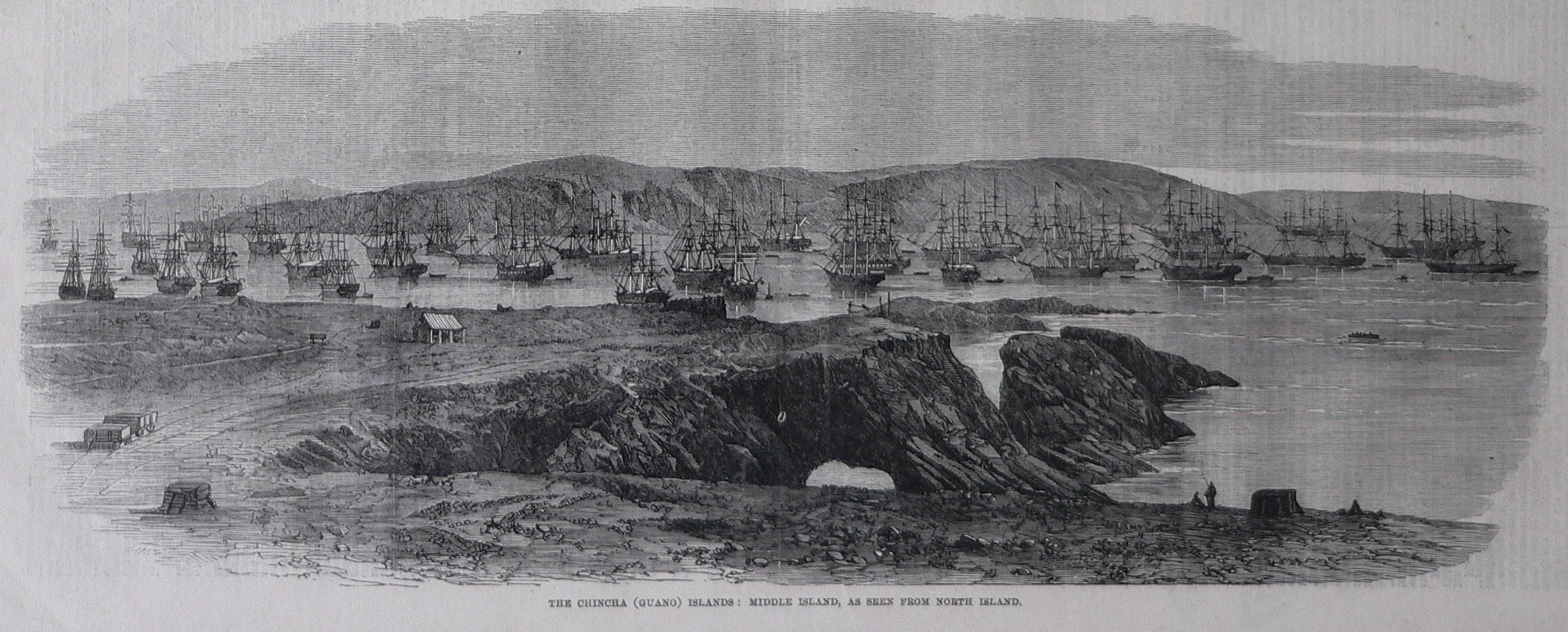
Guano Chincha, Peru, 21 lutego 1863

Guano – odchody ptaków morskich (głównie kormoranów, pelikanów i głuptaków) lub nietoperzy, gromadzące się od wieków na powierzchni ziemi lub w jaskiniach, na terenach suchych, głównie na zachodnich wybrzeżach Ameryki Południowej (Chile, Peru) i wyspach sąsiednich. Grube pokłady eksploatowane są jako cenny nawóz naturalny, przy czym niezrównoważone procesy wydobywania guana ptaków morskich mogą skutkować trwałym zniszczeniem siedlisk i zmniejszeniem o miliony populacji ptaków morskich.

## Skład
Skład mineralny i chemiczny jest bardzo złożony, przeważają fosforany wapnia i magnezu.
- K4H5Al3(PO4)6·11H2O
- H6K3Al5(PO4)8·18H2O
- (NH4+, K+)3HP2O7·H2O
- Al2NH4OH(PO4)2·2H2O

## Historia i występowanie
Złoża guano były jedną z przyczyn tzw. „wojny o saletrę” pomiędzy Chile a Boliwią i Peru. Miało olbrzymie znaczenie zwłaszcza w XIX wieku. W XX wieku jednak spadło ono z powodu wprowadzenia do użycia nawozów sztucznych. W XXI wieku guano znów jest powszechniej stosowane. Wiąże się to przede wszystkim z rosnącą modą na rolnictwo ekologiczne.